# Исуповы
Не путать с князьями Юсуповыми.
Исуповы — три древних дворянских рода.
Один из них внесён в VI и II части дворянской родословной книги Орловской и Нижегородской губерний.
При подаче документов (02 сентября 1686), для внесения рода в Бархатную книгу, была предоставлена родословная роспись Исуповых, выписка Палаты родословных дел из старого родословца об Исуповых. Указ об отказе внесения родословия Исуповых в Бархатную книгу в главу Квашниных, с которыми они заявляли об однородстве, состоялся (10 июня 1687).

## Происхождение и история родов

### Род Аслан-Мурзы Челибея
Аслан-Мурза Челибей, знатный татарин, выехал в Москву к великому князю Дмитрию Ивановичу Донскому из Золотой Орды с 300 татарами своего знамени, принял крещение с именем Прокопий. Дмитрий Донской был его восприемником при крещении и пожаловал за выезд г. Кременеск, близ Медыни, женил его на дочери своего ближнего человека, стольника Зотика Житова — Марии. Родоначальник Иван Арсеньевич (3 колено), у которого отец Арсений Прокопьевич прозванием Исуп. Сын родоначальника Сивей Иванович каширский сын боярский, имел поместье в Тешиловском стане: Исупово Селище и Исуповская пустошь (1578).
Григорий Иванович Исупов рязанский государев бортник (1567), стрелецкий голова, убит под Нарвой с братьями (1590).
Никита Иванович Исупов жалован королём Сигизмундом III поместьями в Брянском уезде (1610). Арзамасское имение Суморока Сивца передано его племяннику Дмитрию Ивановичу(1621—1623).
Трое представителей рода владели вотчинами в Арзамасском уезде (1768).
Брянский Свенский монастырь, куда сделано много богатых вкладов, является усыпальницей многих членов рода и в его синодике они записаны на вечное поминовение.
Однородцами Исуповых являются дворянские роды: Арсеньевы, Сомовы, Яковцевы, Кременецкие, Ждановы, Ртищевы.

### Род Нестера
К великому князю Ивану Даниловичу Калите выехал их Литвы Нестер, у которого был сын Родион Несторович, который является родоначальником дворянских родов: Невежины, Жиловы, Злобины, Козлские, Исуповы, Фомины, Шитовы. От Богдана-Пятого, сына Родиона Несторовича, пошёл род Исуповых. Семён Богданович воевода на Ельце (1602), товарищ князя Семёна Татева. Семён Ефимович воевода в Каргополе и Турчесове (1643), письменный голова в Карсуни, за службу жалован поместным окладом, денежной придачей, серебряным ковшом, сукном и камкой. Письменный голова в Симбирске. Послан из Астрахани с полком в горы, для обережения грузинского царя Теймураза. Убит в бою под Хмелником, будучи сотенным головою (1660). Московский дворянин Матвей Панкратьевич служил в Смоленске, воевода в Сапожке. Исупов Гаврила Семёнович - послан для сыску беглых людей в Нижний Новгород, Муром, Арзамас и Гороховец (1676-1678), воевода в Царицыне и Чёрном Яру (1669), Саратове (1680), стольник (1688-1692), арзамасский помещик. Жалован поместным окладом, денежной придачей, кубком и собольей шубой. Подписал вместе с Леонтием Гавриловичем родословную роспись поданную в Палату родословных дел (1686).

## Известные представители
- Исупов Иван - голова в Пронске (1603).
- Исупов Иван Дмитриевич - воевода в Путивле (1624-1626).
- Исупов Матвей Дмитриевич - арзамасский городовой дворянин (1629), московский дворянин (1630), воевода в Сапожке (1635-1636).
- Исупов Патрикей - воевода в Трубчевске (1651-1653).
- Исупов Лев-Леонтий Гаврилович - стряпчий (1679), стольник (1692).
- Исуповы: Семён и Александр Ивановичи, Василий Михайлович и Семён Дементьевич - стольники царицы Прасковьи Фёдоровны (1686-1692).
- Исупов Даниил Дементьевич - стряпчий (1692).
- Исупов Пётр Дементьевич - жилец, каширский помещик (1697).
- Исупов Иван Егорович - квартирмейстер лейб-гвардии конного полка (1752), убит пугачёвцами с женою и детьми (1774).
- Исупов Савва Григорьевич - симбирский и арзамасский помещик, внесён в VI часть родословной книги Нижегородской губернии (1796).
- Исупов Ипполит Саввич - майор, контужен в польской компании (1829), кавалер ордена Святого Георгия 4 степени.
- Исупов Сергей Васильевич - капитан, брянский помещик, внесён в VI часть родословной книги Орловской губернии (1819).
- Исупов Фёдор Фёдорович - вместе с братьями внесён в VI часть родословной книги Орловской губернии (1823)[5].
- Исупов, Аким Петрович - коллежский советник служил в XVIII веке вице-губернатором Могилёвской губернии.